# Castillo de If
El castillo de If es una fortificación francesa edificada entre 1527 y 1529 en una pequeña isla del archipiélago de Frioul, en la bahía de Marsella.

## Historia

### Antes del castillo
En la isla de If hizo escala, en el año 1516, una nao portuguesa que transportaba desde Lisboa hasta Roma al célebre rinoceronte indio que el rey Manuel I de Portugal ofrecía al papa León X. Este rinoceronte fue espectacular en su momento, ya que la vista de estos animales era algo poco común. A excepción de algunos elefantes dados como regalos a varios reyes y grandes magnates europeos (como Abul Abbas, el elefante de Carlomagno, o el Elefante de Cremona que el sultán Al-Kamil regaló al emperador Federico II), no se veían elefantes en el continente. Francisco I de Francia se desplazó hasta aquí junto con su corte para poder verlo (más tarde el animal reemprendió su viaje, aunque lamentablemente naufragó ante la costa de Liguria).

### Construcción

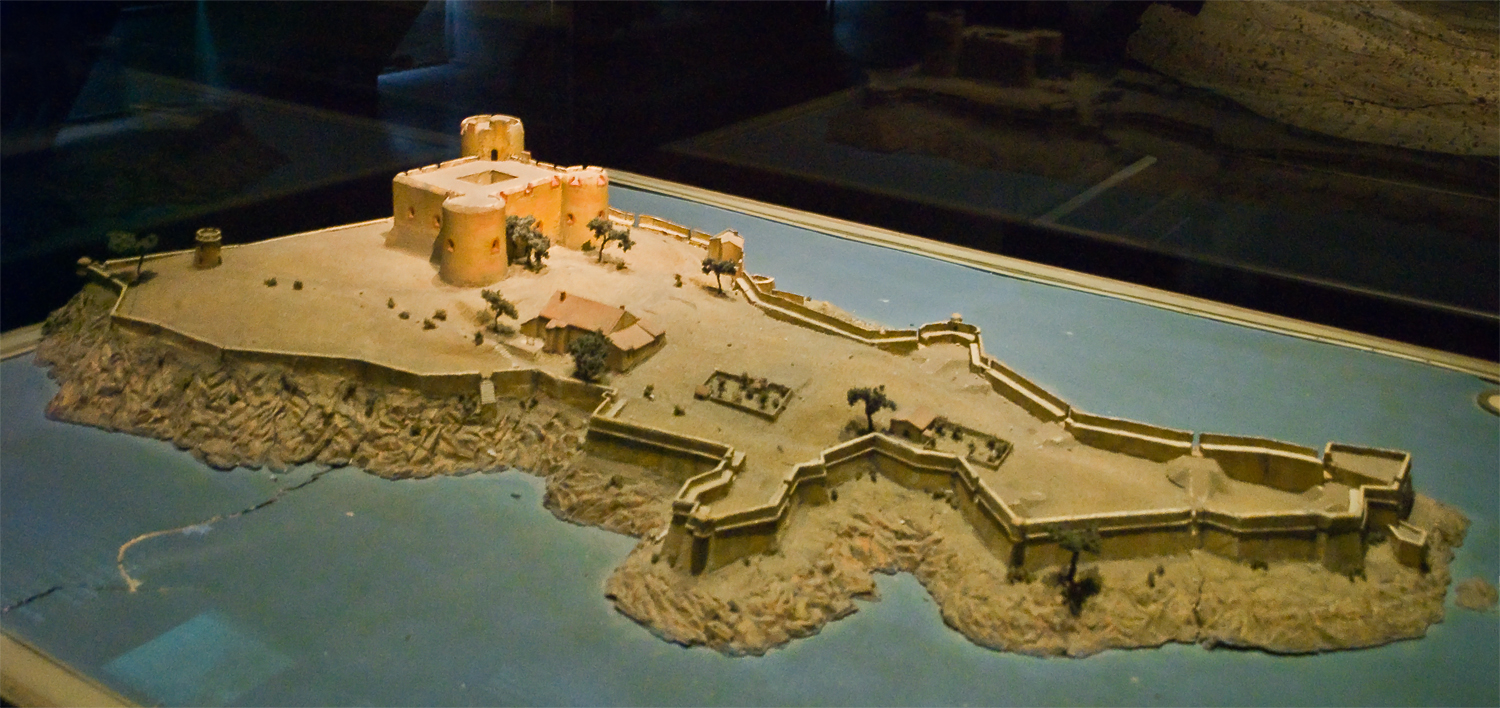
Modelo a escala (1681) del castillo de If

En 1527, puesto que la ciudad de Marsella había sido asediada en 1524 por el condestable Carlos III de Borbón, al servicio del emperador Carlos I de España; Francisco I de Francia dio órdenes de construir la fortificación, con la finalidad de proteger mejor la ciudad de Marsella en caso de un nuevo ataque procedente del mar.
Respecto de las razones para la construcción de la fortificación, algunos emiten otra hipótesis diferente, la de que Francisco I habría hecho construir la fortificación para vigilar a la ciudad de Marsella, incorporada a la Corona francesa tan sólo treinta y cinco años antes, con lo que las hipotéticas amenazas españolas no serían sino un pretexto. Efectivamente, el alcance de los cañones de la época no habría permitido que los del fuerte alcanzasen a unos hipotéticos sitiadores por tierra, además de la debilidad constructiva del castillo, que no le habría permitido gran resistencia a los ataques enemigos. Sin embargo, un fuerte de este tipo impedía las salidas y entradas de naves desde el puerto de Marsella (las naves fondeadas quedaban bajo el tiro de sus cañones), a la vez que podía bombardear las fortificaciones de la ciudad en apoyo de tropas de sitio de la misma.
Conociendo la hostilidad de los marselleses respecto de la fortificación, la construcción se hizo parcialmente reutilizando piedras de iglesias y conventos en ruinas, aunque también se utilizaron sillares extraídos de una cantera en el propio lugar, donde hoy en día sigue siendo posible ver restos de las marcas dejadas por las herramientas de los canteros. También se aprovecharon restos de la destrucción provocada por el sitio de los ejércitos españoles.

### Prisión

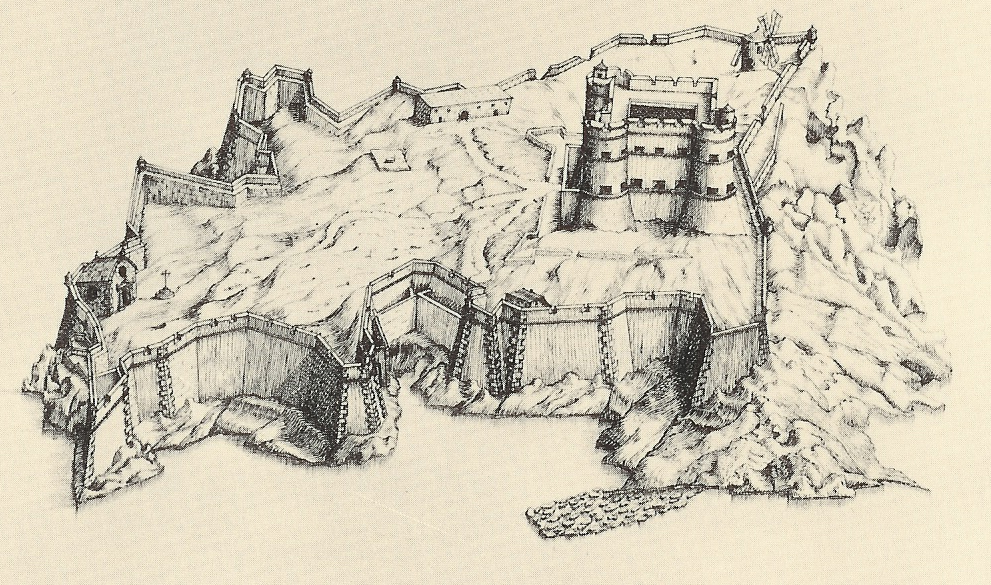
Castillo de If en 1641

Aunque desde 1521 la isla ya acogía a un prisionero, el caballero Anselmo, hubo que esperar hasta el siglo XVII para que la isla se convirtiese en una prisión estatal.
Los muros del castillo se encuentran recubiertos de graffitis y todo tipo de inscripciones de los antiguos internos del mismo.
Véase una relación de algunos prisioneros célebres o legendarios, junto a leyendas y otros mitos:
- El hombre de la máscara de hierro: su encierro en esta prisión es únicamente una leyenda.
- Jean-Baptiste Chataud, capitán del navío Grand Saint Antoine, el cual introdujo en Marsella en 1720 una epidemia de peste.
- El marqués de Sade: a pesar de que estuvo en Marsella, no estuvo jamás encerrado en el castillo.
- El general Jean-Baptiste Kléber: su cuerpo fue depositado aquí a su llegada de Egipto, ya que había fallecido en El Cairo.
- El conde de Mirabeau: estuvo encerrado aquí durante un año.
- En la novela El conde de Montecristo de Alexandre Dumas, los personajes de Edmond Dantès y el abate Faria.

En 1870, una ballena de trece metros de longitud fue capturada en las cercanías de la isla. Fue posteriormente transportada hasta el museo del palacio Longchamp, donde su esqueleto estuvo expuesto hasta finales del siglo XX.

### SiglosXXyXXI

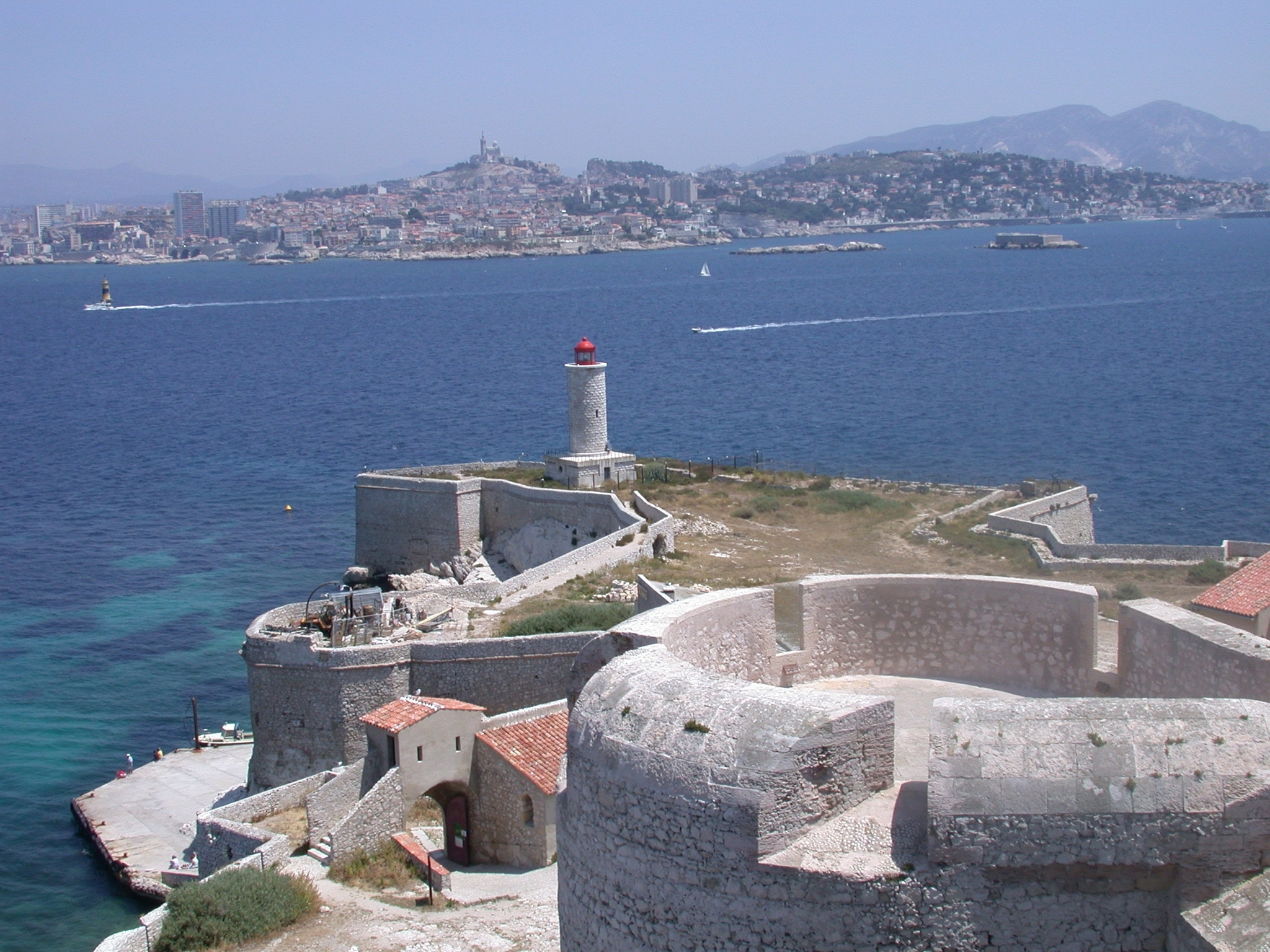
Vista del castillo

La prisión se convirtió finalmente en un lugar de atracción turística, y unos barquitos enlazan habitualmente con la isla partiendo del Vieux-Port de Marsella. Hasta el año 1950, un farero y su familia tenían residencia en la isla.